# Ящурки
Ящурки, или степные ящерицы (лат. Eremias), — многочисленный род ящериц из семейства настоящих ящериц.

## Описание

### Внешний вид
Мелкие, средних размеров, реже сравнительно крупные ящерицы длиной до 30 см.
Брюшные щитки расположены косыми рядами по отношению к средней линии живота. По краям пальцев могут быть увеличенные зубчатые чешуи.
Окраска обычно песчаных или сероватых тонов, с полосами и пятнами.

### Распространение
Распространены в Африке, Передней, Средней и Центральной Азии, в Северном Китае, Корее и Юго-Восточной Европе. В России встречаются на Северном Кавказе, в Нижнем и Среднем Поволжье, Туве и Забайкалье

### Образ жизни
Дневные ящерицы, обитающие в пустынях, полупустынях и сухих степях и других открытых местообитаниях, иногда в горах.

### Питание
Питаются насекомыми и другими беспозвоночными, иногда мелкими ящерицами и растительной пищей.

### Размножение
Большинство видов ящурок откладывают яйца, некоторые яйцеживородящи.

## Классификация
В роде Eremias на 2008 год выделяют около 33 видов, объединённых в 5 подродов, из них на территории Северной Евразии (то есть на территории стран бывшего СССР и Монголии) представлен 21 вид.
- подрод Dimorphea
  - Высокогорная афганская ящурка (Eremias afghanistanica)
  - Лалезхарская ящурка (Eremias lalezharica)
  - Горная ящурка (Eremias montanus)
  - Ящурка Штрауха (Eremias strauchi)
  - Чернобокая ящурка (Eremias nigrolateralis)
  - Киргизская ящурка, или ящурка Никольского (Eremias nikolskii)
  - Персидская ящурка (Eremias persica)
  - Таджикская ящурка (Eremias regeli)
  - Турецкая ящурка (Eremias suphani)
  - Быстрая ящурка (Eremias velox)
- подрод Eremias
  - Разноцветная ящурка (Eremias arguta)
  - Афганская ящурка (Eremias aria)
  - Средняя ящурка (Eremias intermedia)
  - Черноглазчатая ящурка (Eremias nigrocellata)
- подрод Pareremias
  - Монгольская ящурка (Eremias argus)
    - Ящурка Барбура (Eremias argus barbouri)

  - Ордосская ящурка (Eremias brenchleyi)
  - Кашгарская ящурка (Eremias buechneri)
  - Кокшаальская ящурка (Eremias kokshaaliensis)
  - Глазчатая ящурка (Eremias multiocellata)
  - Гобийская ящурка (Eremias przewalskii)
    - Тувинская ящурка (Eremias przewalskii tuvensis)

  - Алашаньская ящурка (Eremias quadrifrons)
  - Тянь-шаньская, или иссык-кульская ящурка (Eremias stummeri)
  - Ящурка Щербака (Eremias szczerbaki)
  - Яркендская ящурка (Eremias yarkanndensis)
- подрод Rhabderemias
  - Ящурка Андерсона (Eremias andersoni)
  - Холистанская ящурка (Eremias cholistanica)
  - Систанская ящурка (Eremias fasciata)
  - Линейчатая ящурка (Eremias lineolata)
  - Закавказская ящурка (Eremias pleskei)
  - Песчаная, или полосатая ящурка (Eremias scripta)
  - Центральноазиатская ящурка (Eremias vermiculata)
- подрод Scapteira
  - Остроносая ящурка (Eremias acutirostris)
  - Сетчатая ящурка (Eremias grammica)
  - Eremias aporosceles

Ряд азиатских и африканских видов, ранее также относимых к этому роду, выделены в отдельные роды, например, месалины (афроазиатские ящурки) и африканские ящурки.